# کاترین رابت
کاترین رابت (انگلیسی: Catherine Rabett؛ زادهٔ ۲۰ ژوئیهٔ ۱۹۶۰) بازیگر اهل انگلستان است. وی از سال ۱۹۸۱ میلادی تاکنون مشغول فعالیت بوده‌است.
از فیلم‌ها یا مجموعه‌های تلویزیونی که وی در آن‌ها نقش داشته‌است، می‌توان به ماجراهای شرلوک هلمز، روشنایی‌های پایدار روز، موریس و پوآرو اشاره نمود.